# Cortes de Lisboa de 1323

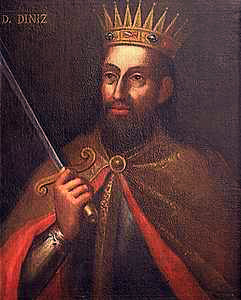
D. Dinis, 6º rei de Portugal

As Cortes de Lisboa de 1323 foram convocadas pelo rei D. Dinis, com a presença do Clero, Nobreza e Povo, para tratar de assuntos de justiça e das pretensões do príncipe herdeiro D. Afonso.

## História
Descontente com o favoritismo demonstrado por D. Dinis ao seu filho bastardo D. Afonso Sanches, o infante legítimo D. Afonso reclamou a convocação de Cortes, com as quais contava para lhe aumentarem o seu poder.
D. Dinis aceitou o recurso proposto pelo seu filho e deu ordens para que os três estados - Clero, Nobreza e Povo - se reunissem em Lisboa, no mês de Outubro desse ano de 1323. No entanto, essa convocação de Cortes, em que deveriam pronunciar-se sobre as exigências do príncipe herdeiro, teria como objecto outros assuntos bem mais importantes para o monarca, o que decerto havia contribuído para a sua pronta aquiescência.

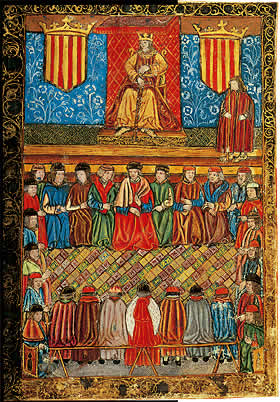
Iluminura de cortes medievais

A assembleia tratou, sucessivamente dos seguintes assuntos de interesse público:
- D. Dinis tinha noção que não era ministrada a justiça devida e correcta aos pobres, que continuavam a ser impedidos de apelar para o rei, tendo de recorrer aos mestres das Ordens, prelados e donatários. Assim, foram tomadas as necessárias medidas contra as prepotências destes;
- Para evitar as excessivas demoras nas demandas, foi decretado que os advogados só poderiam receber os seus honorários depois de concluídos os pleitos. As principais acções em juízo seriam movidas por escrito, oferecendo o autor desde logo todo o assunto da demanda e todas as respectivas provas. Logo que fosse citado, o réu exporia todas as suas razões e tudo o que pudesse demonstrar serem válidas. Os recursos interpostos de despachos anteriores não teriam efeitos suspensivos. Além disso, a lei recomendava aos juízes brevidade e imparcialidade dos julgamentos;
- Determinou-se qual a forma e processo das heranças entre pessoas do povo, estatuindo-se também sobre o casamento e certos requisitos necessários para a sua celebração. Legislou-se sobre população, propriedade, agricultura e comércio;

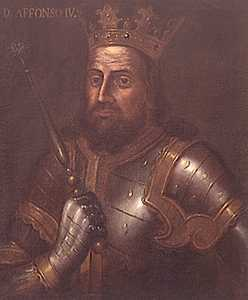
D. Afonso IV, 7º rei de Portugal

- Foram regulados os sistemas de prevenção e castigo dos crimes. O assassínio, o atentado contra o pudor, a burla, a falsificação dos selos reais, os juramentos e testemunhos falsos, o encobrimento de malfeitores e outros delitos ficaram sujeitos a penas mais de acordo com a moral social.

Só depois vieram à discussão os interesses pessoais do príncipe D. Afonso. Tal era o conhecimento das razões alegadas, que o filho de D. Dinis não teve coragem para ir defendê-las. Expostas pelo rei as circunstâncias em que eram formuladas as exigências do príncipe, as cortes recusaram deferi-las, e os representantes nacionais, num gesto de patriotismo, puseram à disposição de el-rei tudo quanto fosse necessário, incluindo vidas e haveres, para castigo dos que ousassem perturbar a ordem geral.
Logo que soube do que se passava, D. Afonso partiu de Lisboa para Santarém, onde convocou todos os elementos que lhe eram afectos para marchar sobre a capital e assenhorear-se do trono. O resultado foi a batalha de Alvalade, que acabou por não ocorrer por intervenção da Rainha Santa Isabel.